# NGC 2728
NGC 2728 este o galaxie spirală situată în constelația Racul. A fost descoperită în 10 martie 1864 de către Albert Marth. Se află la o distanță de 84,06 de megaparseci de Pământ.